# 2008-as magyar atlétikai bajnokság
A 2008-as magyar atlétikai bajnokság a 113. bajnokság volt.

## Helyszínek
- téli dobóbajnokság: 2008. március 1., Budapest
- 50 km-es férfi és 20 km-es női gyaloglás: március 29., Gyűgy
- mezeifutás: április 12., Nadap
- 20 km-es férfi gyaloglás: április 27., Békéscsaba
- félmaraton: május 4., Sajószentpéter
- 10 000 m: május 17., Győr
- hétpróba: június 7–8., Zalaegerszeg
- 10 km-es női gyaloglás: június 14., Budapest
- pályabajnokság: július 19–20., Debrecen
- tízpróba: szeptember 13–14., Puskás Ferenc Stadion
- maraton: október 5., Budapest

## Eredmények

### Férfiak
| Versenyszám             | Arany                                                                 | Arany    | Ezüst                                                                      | Ezüst                            | Bronz                                                               | Bronz                            |
| ----------------------- | --------------------------------------------------------------------- | -------- | -------------------------------------------------------------------------- | -------------------------------- | ------------------------------------------------------------------- | -------------------------------- |
| 100 m                   | Németh Gergely Ferencvárosi TC                                        | 10,61    | Németh Roland Ferencvárosi TC                                              | 10,62                            | Miklós Péter Bp. Honvéd                                             | 10,62                            |
| 200 m                   | Pásztor Gábor Ferencvárosi TC                                         | 21,18    | Vas Dávid Bp. Honvéd                                                       | 21,64                            | Resán Gergely NYVSC-Nyírsuli                                        | 21,74                            |
| 400 m                   | Deák Nagy Marcell Gödöllői EAC                                        | 47,41    | Kovács Zoltán Mohácsi TE                                                   | 47,59                            | Takács Dávid VEDAC                                                  | 47,86                            |
| 800 m                   | Szemeti Péter Újpesti TE                                              | 1:48,26  | Takács Dávid VEDAC                                                         | 1:48,55                          | Kazi Tamás Debreceni SC-SI                                          | 1:48,74                          |
| 1500 m                  | Szemeti Péter Újpesti TE                                              | 3:42,67  | Csillag Balázs AC Szekszárd                                                | 3:50,93                          | Sántavy Zoltán Pécsi FK                                             | 3:54,61                          |
| 5000 m                  | Csillag Balázs AC Szekszárd                                           | 14:23,56 | Minczér Albert VEDAC                                                       | 14:24,84                         | Végh Tibor Alba Regia AK                                            | 14:51,89                         |
| 10 000 m                | Minczér Albert VEDAC                                                  | 29:33,12 | Szemeti Péter Újpesti TE                                                   | 30:06,23                         | Sántavy Zoltán Pécsi FK                                             | 30:44,58                         |
| 110 m gát               | Kiss Dániel Ikarus BSE                                                | 13,75    | Palágyi Gergely Bp. Honvéd                                                 | 14,05                            | Baji Balázs Békéscsabai AC                                          | 14,44                            |
| 400 m gát               | Molnár Balázs Alba Regia AK                                           | 51,53    | Agócs Zsolt KSI                                                            | 52,35                            | Koroknai Tibor Debreceni SC-SI                                      | 52,60                            |
| 3000 m akadály          | Tóth László Pécsi FK                                                  | 9:00,96  | Minczér Albert VEDAC                                                       | 9:07,36                          | Végh Tibor Alba Regia AK                                            | 9:12,38                          |
| 4 × 100 m               | Palágyi Gergely Vas Dávid Maroshévizi Gergely Miklós Péter Bp. Honvéd | 41,03    | Arnhoffer Károly Németh Roland Németh Gergely Szabó Ambrus Ferencvárosi TC | 41,17                            | Vén Zoltán Resán Gergely Nagy Imre Kujbus György NYVSC-Nyírsuli     | 41,90                            |
| 4 × 400 m               | Tibola István Doma Csaba Kállay Dániel Takács Dávid VEDAC             | 3:16,37  | Puskás András Kazi Tamás Szabó János Gutema Emanuel Debreceni SC-SI        | 3:16,82                          | Baglyas Tamás Jenei Péter Licsák András Molnár Balázs Alba Regia AK | 3:17,48                          |
| magasugrás              | Harsányi Olivér Debreceni SC-SI                                       | 2,14 m   | Komendánt Péter VEDAC                                                      | 2,10 m                           | Pál Robin MISI SC                                                   | 2,10 m                           |
| rúdugrás                | Szabó Dezső KSI                                                       | 5,30 m   | Ungvári Tamás KSI                                                          | 5,10 m                           | Skoumal Péter Debreceni SC-SI                                       | 5,10 m                           |
| távolugrás              | Ecseki Dániel Szolnoki MÁV                                            | 7,65 m   | Szabó Attila Debreceni SC-SI                                               | 7,35 m                           | Margl Tamás Tatabányai SC                                           | 7,35 m                           |
| hármasugrás             | Tölgyesi Péter Dunakeszi VSE                                          | 15,90 m  | Fejős Bence Ferencvárosi TC                                                | 15,20 m                          | Ungvári Péter KSI                                                   | 15,12 m                          |
| súlylökés               | Kürthy Lajos Mohácsi TE                                               | 20,14 m  | Páli Viktor VEDAC                                                          | 17,52 m                          | Kovács Péter Ferencvárosi TC                                        | 17,37 m                          |
| diszkoszvetés           | Kővágó Zoltán Bp. Honvéd                                              | 64,32 m  | Fazekas Róbert Haladás VSE                                                 | 62,89 m                          | Máté Gábor Csabai ASE                                               | 60,67 m                          |
| kalapácsvetés           | Pars Krisztián Dobó SE                                                | 81,68 m  | Németh Kristóf Dobó SE                                                     | 72,85 m                          | Németh Zsolt Dobó SE                                                | 66,46 m                          |
| gerelyhajítás           | Olteán Csongor Albertirsai SE                                         | 72,82 m  | Magyari Zoltán Dunakeszi VSE                                               | 72,21 m                          | Papp Bence Reménység Vác                                            | 72,13 m                          |
| tízpróba                | Szabó Attila Debreceni SC-SI                                          | 7526     | Papp Attila Debreceni SC-SI                                                | 6685                             | Kasper István TFSE                                                  | 6331                             |
| félmaraton              | Bene Barnabás Pécsi FK                                                | 1:05:31  | Ott Balázs Pécsi FK                                                        | 1:05:42                          | Tóth László Pécsi FK                                                | 1:05:56                          |
| félmaraton csapat       | Bene Barnabás Ott Balázs Tóth László Pécsi FK                         | 3:17:09  | Szabó Imre Rezessy Gergely Kustos Szabolcs Vasas                           | 3:24:18                          | Kovács Ádám Tóth Tamás Horváth Béla MISI SC                         | 3:24:54                          |
| maraton                 | Rezessy Gergely Vasas                                                 | 2:24:21  | Bogos Tamás Misi SC                                                        | 2:24:27                          | Biri Ferenc Gyulai SE                                               | 2:25:08                          |
| maraton csapat          | Rezessy Gergely Kustos Szabolcs Zatykó Miklós Vasas                   | 7:20:21  | Bogos Tamás Juhász András Hegyaljai Attila MISI SC                         | 7:30:09                          | Persely Norbert Kálló Csaba Oláh Tamás Békéscsabai AC               | 7:41:53                          |
| mezeifutás 6 km         | Tóth László Pécsi FK                                                  | 18:33    | Csillag Balázs AC Szekszárd                                                | 18:42                            | Minczér Albert VEDAC                                                | 18:44                            |
| mezeifutás 12 km        | Bene Barnabás Pécsi FK                                                | 37:42    | Benedek Zsolt Békéscsabai AC                                               | 38:11                            | Ott Balázs Pécsi FK                                                 | 38:40                            |
| mezeifutás 6 km csapat  | Juhász András Horváth Béla Kovács Ádám MISI SC                        | 16       | Minczér Albert Ádók Roland Esső András VEDAC                               | 17                               | Tóth László Tóth Szilárd Pozsgay Miklós Pécsi FK                    | 33                               |
| mezeifutás 12 km csapat | Szabó Imre Rezessy Gergely Zatykó Miklós Vasas                        | 15       | Bene Barnabás Ott Balázs Somogyi Norbert Pécsi FK                          | 16                               | Benedek Zsolt Balogh István Oláh Tamás Békéscsabai AC               | 27                               |
| 20 km gyaloglás         | Kapéri Levente MISI SC                                                | 1:28:48  | Helebrandt Máté Nyíregyháza                                                | 1:29:20                          | Dudás Gyula MISI SC                                                 | 1:31:08                          |
| 20 km gyaloglás csapat  | Kapéri Levente Dudás Gyula Hallgató Dávid MISI SC                     | 4:59:44  | Tubák Róbert Lengyel Gábor Fábián András Szegedi VSE                       | 5:09:40                          | Novák László Koltai Dávid Csaba István Bp. Honvéd                   | 5:15:20                          |
| 50 km gyaloglás         | Czukor Zoltán KDSK                                                    | 4:06:12  | Novák László Bp. Honvéd                                                    | 4:16:50                          | Fülöp Attila Ipoly Walking                                          | 4:23:56                          |
| 50 km gyaloglás csapat  | Novák László Koltai Dávid Csaba István Bp. Honvéd                     |          | Több értékelhető csapat nem volt                                           | Több értékelhető csapat nem volt | Több értékelhető csapat nem volt                                    | Több értékelhető csapat nem volt |

### Nők
| Versenyszám               | Arany                                                                   | Arany      | Ezüst                                                                          | Ezüst      | Bronz                                                                   | Bronz      |
| ------------------------- | ----------------------------------------------------------------------- | ---------- | ------------------------------------------------------------------------------ | ---------- | ----------------------------------------------------------------------- | ---------- |
| 100 m                     | Listár Nikolett Alba Regia AK                                           | 11,78      | Kaptur Éva NYVSC-Nyírsuli                                                      | 11,93      | Bartha Zsóka Bp. Honvéd                                                 | 12,01      |
| 200 m                     | Petráhn Barbara Szolnoki MÁV                                            | 23,76      | Listár Nikolett Alba Regia AK                                                  | 24,05      | Zsigovics Natália Alba Regia AK                                         | 25,19      |
| 400 m                     | Petráhn Barbara Szolnoki MÁV                                            | 52,34      | Zsigovics Natália Alba Regia AK                                                | 54,04      | Varga Bianka Bp. Honvéd                                                 | 55,61      |
| 800 m                     | Gyürkés Viktória Ikarus BSE                                             | 2:10,65    | Kácser Krisztina Pécsi FK                                                      | 2:11,03    | Kratochwill Zsófia PSE                                                  | 2:11,10    |
| 1500 m                    | Papp Krisztina Újpesti TE                                               | 4:25,89    | Kácser Krisztina Pécsi FK                                                      | 4:31,31    | Nagy Mónika VEDAC                                                       | 4:32,96    |
| 5000 m                    | Rakonczai Beáta NYVSC-Nyírsuli                                          | 16:44,93   | Erdélyi Zsófia Gödöllői EAC                                                    | 17:18,97   | Kovács Ida VEDAC                                                        | 17:25,37   |
| 10 000 m                  | Papp Krisztina Újpesti TE                                               | 33:40,22   | Teveli Petra Újpesti TE                                                        | 34:39,83   | Kostyál Ágnes Orosházi Triatlon                                         | 36:53,09   |
| 100 m gát                 | Vári Edit BEAC                                                          | 13,38      | Juhász Fanni Újpesti TE                                                        | 13,46      | Demeter Klaudia Zalaegerszegi AC                                        | 14,26      |
| 400 m gát                 | Farsang Evelin VEDAC                                                    | 1:00,85    | Pék Andrea Gödöllői EAC                                                        | 1:01,20    | Zircher Kitti Pécsi VSK                                                 | 63,32      |
| 3000 m akadály            | Tóth Lívia VEDAC                                                        | 10:01,55   | Erdélyi Zsófia Gödöllői EAC                                                    | 10:02,39   | Kácser Zita Pécsi FK                                                    | 10:37,76   |
| 4 × 100 m                 | Frey Virág Listár Nikolett Nyusa Viktória Turcsik Katalin Alba Regia AK | 46,16      | Farkas Györgyi Varga Bianka Oszvald Katalin Bartha Zsóka Bp. Honvéd            | 46,82      | Pálfi Brigitta Farsang Evelin Volák Adrienn Lóránd Lilla VEDAC          | 48,86      |
| 4 × 400 m                 | Varga Bianka Farkas Györgyi Bartha Zsóka Novák Fruzsina Bp. Honvéd      | 3:46,00    | Nyusa Viktória Turcsik Katalin Listár Nikolett Zsigovics Natália Alba Regia AK | 3:46,49    | Bobcsek Emese Komiszár Krisztina Erdélyi Zsófia Pék Andrea Gödöllői EAC | 3:53,33    |
| magasugrás                | Szabó Barbara Újpesti TE                                                | 1,83 m     | Farkas Györgyi Bp. Honvéd                                                      | 1,79 m     | Babos Rita Győri Dózsa                                                  | 1,79 m     |
| rúdugrás                  | Molnár Krisztina Újpesti TE                                             | 4,20 m     | Erős Enikő Ferencvárosi TC                                                     | 4,00 m     | Koppány Gabriella KSI                                                   | 3,75 m     |
| távolugrás                | Vaszi Tünde Zalaegerszegi AC                                            | 6,41 m     | Ajkler Zita Vasas                                                              | 6,15 m     | Farkas Györgyi Bp. Honvéd                                               | 6,15 m     |
| hármasugrás               | Babos Rita Győri Dózsa                                                  | 13,61 m    | Ajkler Zita Vasas                                                              | 13,14 m    | Stajerné Deák Katalin Ferencvárosi TC                                   | 12,95 m    |
| súlylökés                 | Márton Anita Békéscsabai AC                                             | 16,27 m    | Divós Katalin Dobó SE                                                          | 13,72 m    | Lukóczki Nárcisz Békéscsabai AC                                         | 13,02 m    |
| diszkoszvetés             | Márton Anita Békéscsabai AC                                             | 49,55 m    | Ozorai Jenny Dobó SE                                                           | 48,75 m    | Máté Katalin Csabai ASE                                                 | 47,66 m    |
| kalapácsvetés             | Orbán Éva VEDAC                                                         | 68,40 m    | Nickl Vanda Dobó SE                                                            | 64,68 m    | Divós Katalin Dobó SE                                                   | 63,70 m    |
| gerelyhajítás             | Szabó Nikolett Ferencvárosi TC                                          | 55,49 m    | Frajka Xénia Sportiskola SE                                                    | 53,07 m    | Nagy Xénia Debreceni SC-SI                                              | 52,50 m    |
| hétpróba                  | Farkas Györgyi Bp. Honvéd                                               | 5842       | Vörös Orsolya Kecskeméti ARC                                                   | 5051       | Demeter Klaudia Zalaegerszegi AC                                        | 4985       |
| félmaraton                | Kovács Ida VEDAC                                                        | 1:17:07    | Nagy Mónika VEDAC                                                              | 1:17:32    | Staicu Simona MISI SC                                                   | 1:18:1     |
| félmaraton csapat         | Kovács Ida Nagy Mónika Badis Anissa Zsófia VEDAC                        | 3:55:19    | Takács Andrea Gyurkó Fanni Anna Mizsér Fruzsina Vasas                          | 4:12:45    | Kácser Krisztina Kácser Zita Récsei Petra Pécsi FK                      | 4:17:13    |
| maraton                   | Földingné Nagy Judit Győri Dózsa                                        | 2:45:32    | Bátai Réka Pécsi FK                                                            | 2:56:10    | Kis Zita TFSE                                                           | 3:03:56    |
| maraton csapat            | Varga Éva Szabóné Csendes Ildikó Bartha Edit Békéscsabai AC             | 9:54:09    | Berkes Katalin Fehértóiné Káposznyák Valéria Farkas Pálma Margitszigeti AC     | 10:31:13   | Almássy Mariann Nagy Nikolett Horváth Katalin Margitszigeti AC          | 11:13:42   |
| mezeifutás 6 km           | Tusai Brigitta Vasas                                                    | 21:15      | Staicu Simona MISI SC                                                          | 22:01      | Molnár Barbara MAC-Népstadion                                           | 22:05      |
| mezeifutás 6 km csapat    | Brassay Réka Nagy Mónika Kiss Melinda VEDAC                             | 17         | Tusai Brigitta Vasas                                                           | 18         | Kácser Krisztina Kácser Zita Németh Boróka Pécsi FK                     | 37         |
| 10 000 m gyaloglás        | Füsti Edina Tatabányai SC                                               | 49:14,63   | Gerendási Eszter BEAC                                                          | 51:25,14   | Kiss Eszter Bp. Honvéd                                                  | 54:33,10   |
| 10 000 m gyaloglás csapat | Kiss Eszter Fertály Zita Mészáros Anita Bp. Honvéd                      | 2:45:39,09 | Gerendási Eszter Meláth Kamilla Bakcsi Annamária BEAC                          | 2:45:58,75 | Kukucska Zita Troják Anett Medgyesi Nóra Hunyadi DSE                    | 3:05:47,24 |
| 20 km gyaloglás           | Füsti Edina Tatabányai SC                                               | 1:36:57    | Madarász Viktória Alba Regia AK                                                | 1:39:36    | Kovács Andrea TFSE                                                      | 1:40:46    |
| 20 km gyaloglás csapat    | Torma Anett Kernács Krisztina Mészáros Anita Bp. Honvéd                 | 5:28:42    | Varró Katalin Kukucska Zita Troják Anett Hunyadi DSE                           | 6:00:54    |                                                                         |            |

## Téli dobóbajnokság
Férfiak
| Versenyszám   | Arany                        | Arany   | Ezüst                  | Ezüst   | Bronz                | Bronz   |
| ------------- | ---------------------------- | ------- | ---------------------- | ------- | -------------------- | ------- |
| diszkoszvetés | Mozsdlényi Dávid TFSE        | 54,00 m | Máriássy Bp. Honvéd    | 53,67 m | Gulyás Bp. Honvéd    | 51,96 m |
| kalapácsvetés | Pars Krisztián Dobó SE       | 76,38 m | Németh Kristóf Dobó SE | 69,79 m | Németh Zsolt Dobó SE | 67,26 m |
| gerelyhajítás | Magyari Zoltán Dunakeszi VSE | 66,87 m |                        |         |                      |         |

Nők
| Versenyszám   | Arany                       | Arany   | Ezüst                       | Ezüst   | Bronz                 | Bronz   |
| ------------- | --------------------------- | ------- | --------------------------- | ------- | --------------------- | ------- |
| diszkoszvetés | Császár Katalin Haladás VSE | 47,36 m | Márton Anita Békéscsabai AC | 47,31 m | Divós Katalin Dobó SE | 47,11 m |
| kalapácsvetés | Nickl Vanda Dobó SE         | 61,92 m | Divós Katalin Dobó SE       | 60,64 m | Németh Noémi Dobó SE  | 57,90 m |
| gerelyhajítás | Frajka Xénia Sportiskola SE | 55,61 m |                             |         |                       |         |